# Cir I d'Anxan
Cir I (en persa antic Kuruš) va ser rei d'Anxan possiblement entre els anys 640 aC i 580 aC. El seu nom en persa modern és کوروش, i en grec antic Κύρος. Era net d'Aquemenes el fundador de la dinastia Aquemènida, i fill del rei dels perses Teispes que havia conquerit Anxan i havia pres el títol de rei de la ciutat d'Anshan. A la mort del seu pare va rebre Anxan, mentre que el seu germà Ariaramnes va ser rei de Parsuwaix.
Es menciona un rei, Kuras (al que s'ha identificat amb Cir I) de Parsuwaix (Terra dels Parsu o perses) l'any 652 aC quan era aliat del rei d'Assíria Assurbanipal (668 aC-627 aC) en la guerra que va fer contra el seu germà rebel Xamaix-xuma-ukin, proclamat rei a Babilònia (668 aC-648 aC). La guerra civil assíria va acabar el 648 aC amb la desfeta i suïcidi de Xamaix-xuma-ukin.
Kuras torna a ser esmentat l'any 639 aC com aliat d'Elam, regne derrotat pel rei assiri que així va sotmetre als vassalls elamites. Un fill de Kuras, Arukku, va ser enviat a Assíria a pagar tribut. Assurbanipal va morir el 627 aC i se suposa que Kuras encara n'era tributari, i devia continuar igual durant els regnats dels seus successors Aixuretililani (627 aC-623 aC) i Sinxarixkun (623 aC- 612 aC). Una aliança de Ciaxares (625 aC-584 aC) amb Nabopolassar de Babilònia (626 aC-605 aC) va posar fi a l'imperi assiri l'any 612 aC amb la conquesta de Nínive, encara que Assíria va subsistir per un temps sota Aixurubal·lit II (612 aC- 609 aC) a Haran. Anxan va passar llavors de ser tributari d'Assíria a ser-ho de Mèdia.
Cir va morir potser l'any 580 aC i el va succeir a Anxan el seu fill Cambises I. El seu net va ser Cir el Gran, fundador de l'Imperi Persa.